# Caleb Earle
Caleb Earle (* 27. Februar 1771 in Swansea, Bristol County, Province of Massachusetts Bay; † 13. Juli 1851) war ein US-amerikanischer Politiker. Zwischen 1821 und 1824 war er Vizegouverneur des Bundesstaates Rhode Island.

## Werdegang
Über die Jugend und Schulausbildung von Caleb Earle ist nichts überliefert. Beruflich war er in der Holzbranche tätig; seit 1796 war er mit Amey Arnold verheiratet. Politisch trat er erst spät in Erscheinung. Er war Anhänger von Präsident John Quincy Adams von der Demokratisch-Republikanischen Partei, für den er im Jahr 1824 als Wahlmann bei den Präsidentschaftswahlen stimmte.
Zwischen 1821 und 1824 war Earle an der Seite von William C. Gibbs Vizegouverneur von Rhode Island. Dabei war er Stellvertreter des Gouverneurs und Vorsitzender des Staatssenats. Er starb am 13. Juli 1851. Seine letzte Ruhe fand er auf dem Swan Point Cemetery in Providence.